# عشروني وجوه منتظم
عشروني الوجوه المنتظم هو متعدد وجوه محدب يمكن إنشاؤه من مضاد موشور مخمس عن طريق ربط هرمين مخمسين بوجوه منتظمة بكل وجه من وجوهه المخمسة، أو عن طريق وضع أَسَلات (أطراف مستدقة الرأس) على المكعب. يحتوي متعدد الوجوه الناتج على 20 مثلثًا متساوي الأضلاع وجوهًا، و30 ضلعًا، و12 رأسًا. وهو مثال على مجسم أفلاطوني ودلتاوي الوجوه. يُمثِّل البيان العشروني الوجوه هيكلًا لعشريني الوجوه المنتظم.
يُنشَأ العديد من متعددات الوجوه من عشريني الوجوه المنتظم. ومن الأمثلة البارزة على ذلك استنجام عشريني الوجوه المنتظم، الذي يتكون من 59 مجسم متعدد الوجوه. يُنشَأ عشروني الوجوه العظيم، أحد متعددات وجوه كبلر وبوانسو، إما عن طريق الاستنجام أو التشكيل بالوجيهات. يمكن إنشاء بعض مجسمات جونسون عن طريق إزالة الأهرام المخمسة. متعدد الوجوه الثِّنْوِيّ لعشروني الوجوه المنتظم هو اثني عشري الوجوه المنتظم، وعلاقتهما لها خلفية تاريخية في قياس المقارنة. وهو مماثل لمتعدد الأكناف رباعي الأبعاد المسمى ست مئوي الخلايا.
يمكن العثور على عشرونيات الوجوه المنتظمة في الطبيعة؛ ومن الأمثلة المعروفة على ذلك القُفَيْصَة في علم الأحياء. ومن التطبيقات الأخرى لعشريني الوجوه المنتظم استخدام شبكته في الخرائطية، وزهر النرد ذو العشرين وجهًا الذي ربما كان يستخدم في العصور القديمة ولكنه أصبح الآن شائعًا في ألعاب تقمص الأدوار الحديثة على الطاولة.